# Su Shi
För maträtten, se Sushi.

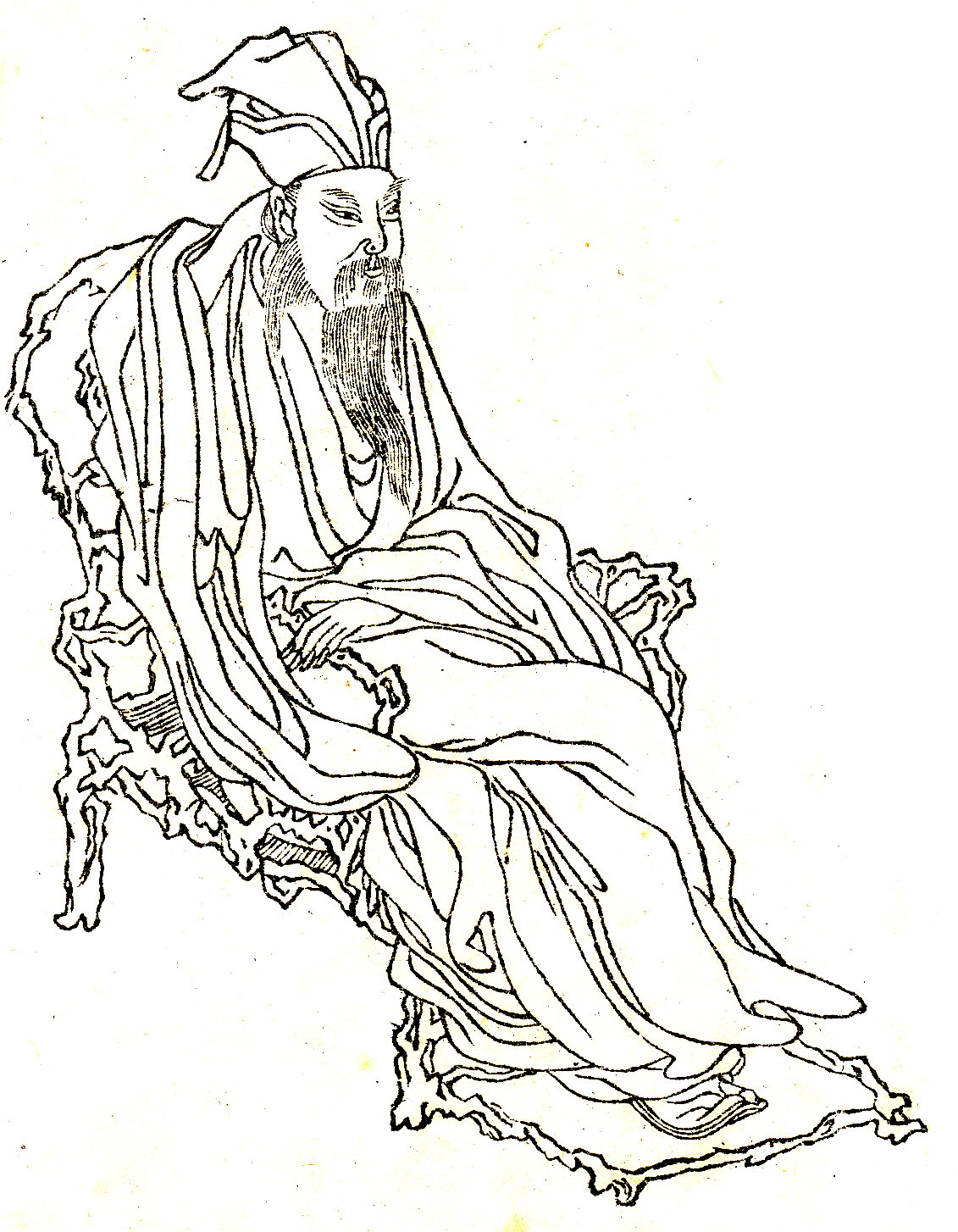
Su Shi.

Su Shi (kinesiska: 苏轼) även känd som Su Dongpo, född 1037 i Meishan, död 1101 i Changzhou, var en kinesisk ämbetsman, poet, författare, musiker och kalligraf som levde under Songdynastin.
Hans liv var omväxlande, redan som 18-åring tog han en prestigefylld statstjänstemannaexamen. Senare blev han fängslad som dissident och förvisad till Hubei där han försörjde sig som jordbrukare på "Östra sluttningen" (dong po) som också kom att bli hans författarnamn. Där studerade han chanbuddhismen (zen), klättrade i berg, drack vin med sina vänner och hela tiden skrev han poesi. Efter att ha tagits till nåder av kejsaren blev han åter förvisad, denna gång till ön Hainan. Ett år före sin död blev han ännu en gång återupprättad och kunde återvända till fastlandet.